# Tomboy Dizon
 Tomboy Dizon, doorgaans gewoon Tomboy, is een personage uit de stripserie De Kiekeboes. Haar model werd door Kristof Fagard ontworpen, ze maakte haar debuut in het 120ste album Joyo de eerste (2009).

## Beschrijving
Tomboy is een vriendin van Fanny. Ze ontmoetten elkaar in een discotheek. Ze heeft een moeilijke relatie met haar vader. Toen haar vader hoorde dat haar moeder (Céline Dizon) zwanger was eiste hij dat ze abortus pleegde, ze kregen hier zo'n erge ruzie over dat haar moeder een beeldje naar zijn hoofd smeet waardoor het hoofdje afbrak. Tomboy vond dit hoofdje het enige tastbare aandenken van haar vader, aan de hand van dit hoofdje ging ze op zoek naar haar vader.
Ze is prostituee en werkt in het Pinkelman Hotel waar ze de schuilnaam Stefanie heeft. Tegen Fanny is Tomboy erg open over haar werk, maar ze heeft liever niet dat andere mensen het weten. Ze woont alleen met haar straatkat Flippo in de zwarte wijk. Fanny's andere vriendin Alanis is in het begin jaloers op de nieuwe vriendschap tussen de twee. Fanny's ex-vriend Jens krijgt een oogje op Tomboy, maar dat ketst ze af omwille van haar vriendschap met Fanny. Ze kan goed vechten.
Tomboy wordt al snel een belangrijk personage. Ze verschijnt niet in elk verhaal, maar als ze verschijnt heeft ze meestal een dragende rol, in tegenstelling tot de andere nevenpersonages die vaak maar enkele plaatjes te zien zijn in het verhaal.